# Thecturota laticeps
Thecturota laticeps är en skalbaggsart som beskrevs av Thomas Casey 1911. Thecturota laticeps ingår i släktet Thecturota och familjen kortvingar. Inga underarter finns listade i Catalogue of Life.